# Ruta de Illinois 151
La Ruta de Illinois 151, y abreviada IL 151 (en inglés: Illinois Route 151) es una carretera estatal estadounidense ubicada en el estado de Illinois. La carretera inicia en el sur desde la IL 3  , GRR 1   en Grimsby hacia el norte en la IL 4     en Ava. La carretera tiene una longitud de 12,6 km (7.84 mi).

## Mantenimiento
Al igual que las autopistas interestatales, y las rutas federales y el resto de carreteras estatales, la Ruta de Illinois 151 es administrada y mantenida por el Departamento de Transporte de Illinois por sus siglas en inglés IDOT.